# Symphonie no 5 de Mendelssohn
La Réforme
Pour les articles homonymes, voir Symphonie no 5.
La Symphonie no 5 en ré mineur « La Réforme » ou « Réformation » (d'après Reformation, terme allemand désignant la Réforme luthérienne), opus 107 (MWV N 15) , de Felix Mendelssohn a été composée en 1829-1830, à l'occasion du tricentenaire de la Confession d'Augsbourg, fêté par les protestants allemands le 25 juin 1830. N'étant pas officiellement commandée, mais simplement inspirée par les célébrations, la symphonie ne fut pas créée avant la révision de la partition par le compositeur en 1832, bien que Mendelssohn en eût terminé l'écriture en mai 1830. La première eut lieu à Berlin le 15 novembre 1832, mais elle n'a été publiée qu'à titre posthume en 1868 à Bonn par l'éditeur N. Simrock.

## Contexte de la composition
Mendelssohn n'estimait pas beaucoup cette œuvre, peut-être en partie du fait de l’accueil peu chaleureux de la part du public ou aux difficultés qu’il a surmontées pour parvenir à la faire créer, finalement hors du contexte initial. Il souhaitait qu'elle ne fût jamais publiée, il voulut même détruire sa partition. Certains indices laissent croire que Mendelssohn aurait en effet détruit deux autres symphonies ayant été écrites entre la première et celle qui porte maintenant le numéro 5, mais qui chronologiquement est la deuxième. L'ombre de Beethoven était sans doute bien présente dans l'esprit du compositeur. La symphonie « Réforme » est la première que Mendelssohn ait écrite après la mort du célèbre compositeur, et la première d'une telle envergure. L’influence de Beethoven occupe par ailleurs une place importante dans l’écriture de cette symphonie. En effet, celui-ci ayant poussé la musique symphonique vers des sommets pratiquement intouchables, les compositeurs, selon plusieurs intellectuels de l’époque, n’ont d’autre choix que de se tourner vers la musique à programme. Il est par ailleurs possible d’établir des liens programmatiques dans la musique de la cinquième symphonie, qui dépeint — de façon parfois subtile et parfois évidente — la célébration de la Réforme protestante de Luther.

## Structure de l'œuvre
L'interprétation de la symphonie demande une durée moyenne de trente minutes. Le premier mouvement est le plus important en durée, suivi de près par le dernier. Les mouvements centraux sont plus brefs, particulièrement le troisième, dont l'interprétation requiert moins de quatre minutes dans l'une des deux versions proposées dans la partition.
La symphonie est composée de quatre mouvements:
1. Andante, en ré majeur, à .
— Allegro con Fuoco, en ré mineur, à .
2. Allegro vivace, en si bémol majeur, à 
.
3. Andante, en sol mineur, à 
.
4. Andante con moto « Ein' feste Burg ist unser Gott », en sol majeur, à .
– Allegro vivace, en sol majeur, à 
.
– Allegro maestoso, en ré majeur, à .

## Instrumentation
L'instrumentation requise pour cette symphonie consiste en flûtes, clarinettes, hautbois et bassons par deux, plus un contrebasson, un serpent, deux cors, deux trompettes, trois trombones, timbales, et une pleine section de cordes, c'est-à-dire des premiers et seconds violons, des altos, des violoncelles et des contrebasses. Quelques-uns des instruments utilisés dans la symphonie ne sont pas requis pour tous les mouvements. Les trombones ne sont pas entendus dans les mouvements intérieurs. Ils peuvent toutefois être utilisés dans le troisième mouvement, selon la version choisie. Le serpent et contrebasson, pour leur part, ne sont pas requis du tout avant le finale.
| Instrumentation de la symphonie no 5                                 |
| Cordes                                                               |
| premiers violons, seconds violons, altos, violoncelles, contrebasses |
| Bois                                                                 |
| 2 Flûtes, 2 Hautbois, 2 Clarinettes, 2 Bassons, 1 Contrebasson       |
| Cuivres                                                              |
| 2 Cors, 2 Trompettes, 3 Trombones, 1 Serpent                         |
| Percussions                                                          |
| Timbales                                                             |

## Analyse de l'œuvre

### Andante – Allegro con Fuoco – Andante – meno Allegro
Pour le premier mouvement de sa symphonie, Mendelssohn emploie le style Sturm und Drang et structurellement, il s’agit d’une forme sonate. Il débute avec une introduction notée Andante dans la tonalité de ré majeur. Plusieurs motifs se trouvent dans cette introduction, mais trois se démarquent par leurs références extérieures. D’abord l’œuvre présente un court motif chez les altos et cordes graves, suivi d’une réponse des vents dès la troisième mesure. Ce motif est en fait le thème «Jupiter» précédemment utilisé par Haydn, Mozart et plusieurs compositeurs baroques. Ensuite, un motif de notes répétées est entendu à la mesure 23 et se transforme, à la mesure 31, en fanfare chez les vents. Cette fanfare, notée forte, est alternée avec une citation, à la mesure 33, de l'«Amen de Dresde» - une séquence de notes chantée par les chœurs lors de services religieux, particulièrement associée à la ville de Dresde - dans la nuance pianissimo chez les cordes.
L’exposition débute avec un premier thème dérivé de la fanfare entendue dans les dernières mesures de l’introduction. L’exposition est en ré mineur, tonalité qui sera confirmée à la mesure 86 avec une première cadence. À noter que le matériel des 6 mesures précédant la cadence sera repris à quelques reprises durant le mouvement.
La mesure 86 marque le début de la longue transition modulant à travers trois sections vers le second thème du mouvement commençant à la mesure 138. La transition présente d’abord un motif dérivé du premier thème de l’exposition, suivi d’un motif sous forme de fugue (mesure 116) et finalement, d’un dernier motif (mesure 134), emprunté à la première symphonie, qui est vite abandonné pour laisser place au second thème principal de l’exposition. Le second thème semble osciller entre les tonalités de la majeur et la mineur. Alors que les premières mesures du thème semblent être en la majeur, le thème se transforme et mène à une cadence en la mineur à la mesure 189, suivie d’une codetta qui précède le développement.
La mesure 199 présente le début d’un développement sous forme de longs crescendi d’intensité. Cette section donne suite à la tension présente tout au long de l’exposition. Le développement est construit en trois sections. La première section, caractérisée par une ligne de noires chez les cordes, est constituée d’une longue séquence sous forme de crescendo basée sur le premier thème, présentée en alternance chez les bois et les cuivres. À la mesure 273, les bois et les cuivres jouent simultanément pour la première fois la fanfare, avec pour accompagnement une ligne ascendante chez les contrebasses. Il s’ensuit une séquence chez les cordes ainsi que le hautbois, qui mène à la seconde section. Beaucoup moins longue que la première, cette section présente des extraits du second thème chez les bois. Alors que le thème des bois est joué dans les nuances piano, les cordes offrent un contraste avec des accords secs et forts. Tous retournent ensuite à la nuance piano, puis les bois clament la fanfare mezzo forte et les cordes recommencent leur ligne ascendante en un crescendo jusqu’à la mesure 347. La troisième section est caractérisée par une ligne harmonique ascendante, facile à repérer chez les contrebasses, et se termine avec une descente chez les cordes jusqu’aux accords des 10 dernières mesures du développement désignés comme «coups de marteau» par A. Peter Brown.
Après une exposition et un développement très tourmentés, le retour de l'«Amen de Dresde» propose un contraste important, préparant l’auditeur à la réexposition débutant à la mesure 385. Cette dernière section présente une version raccourcie de l’exposition, dans des nuances beaucoup plus douces. Avant la septième mesure du second thème (mesure 423) où l’on trouve un premier forte, les nuances écrites ne dépassent pas piano. Le premier thème est repris presque en totalité, incluant la codetta présente dans l’exposition. À noter également l’indication de tempo meno Allegro et non Allegro con fuoco comme dans l’exposition. Ensuite, Mendelssohn omet la totalité de la longue transition, ce qui lui permet de présenter son second thème immédiatement après le premier. Celui-ci est en ré majeur pour quelques mesures, mais est transformé en ré mineur pour la cadence finale.
Le matériel post-cadentiel suivant la réexposition s’apparente à une continuation du développement par son intensité grandissante, incluant une version très abrégée de ses trois sections, puis se termine avec une cadence plagale. Les différentes éditions ne s’entendent pas sur le dernier accord, qui est parfois mineur, parfois agrémenté d’une tierce picarde.

### Allegro vivace
Le second mouvement emprunte la forme d'un scherzo, c'est-à-dire un A-B-A en 3/4, suivi d'une brève coda. Le mouvement débute et se termine dans la tonalité de si bémol majeur, alors que la partie centrale est en sol majeur. La première section (A) s’étend des mesures 1 à 62. On y remarque l'utilisation d'un motif récurrent: la croche pointée suivie d'une double-croche, puis de deux noires, ou encore d'une blanche. On retrouve ce motif presque à chaque mesure, sur la levée. Pour moduler de si bémol majeur à sol majeur, Mendelssohn utilise la note ré (troisième degré en si bémol majeur qui devient cinquième degré en sol majeur) lors d'une brève transition entre les parties A et B (mesures 59 à 62). Le trio (section B) occupe les mesures 63 à 138. Ici, on ne retrouve pas le motif de la partie A tel quel, puisqu'il s'agit de matériel musical différent, mais on entend à quelques reprises une variante intéressante, soit une augmentation rythmique consistant en une noire pointée suivie d'une croche. Elle est toutefois entendue sur le temps fort de la mesure et non pas sur la levée, créant un effet très différent à l'écoute. Le retour de la première section (section A) survient à la mesure 139, et se termine avec l'arrivée de la coda à la mesure 195. Le mouvement en entier demeure d'un caractère très léger, voire joyeux.

### Andante
Le troisième mouvement est un Andante en sol mineur, dans une mesure de 2/4. Le seul accroc à la tonalité est la présence brève de si bémol majeur pour les mesures 12 à 20. La forme rappelle la musique vocale plus que la musique instrumentale. Elle est constituée d'une alternance de ritournelles et d'épisodes, avec un quasi-aria inséré après le deuxième épisode, et d’une coda pour finir.
On peut aussi y voir une simple forme A-B-A, si l’on considère que les premier et troisième épisodes sont constitués du même matériel musical de base, et que l'autre épisode, intercalé entre les deux, fait contraste. Les deux premières mesures forment une ritournelle et les mesures 3 à 17 le premier épisode (ou A). Les mesures 18 à 20 forment une autre ritournelle (celle-ci en si bémol majeur) et les mesures 21 à 25 le second épisode (ou B). Les mesures 26 à 33 constituent un quasi-aria par leur style déclamatoire, alors que les mesures 33 et 34 sont une autre ritournelle, et les mesures 35 à 47 forment le dernier épisode, c'est-à-dire le retour de A, mais modifié. Aux mesures 48 et 49 on entend la dernière ritournelle et enfin la coda, à partir de la mesure 50. On entend clairement le retour d'un thème issu du premier mouvement à partir de la mesure 43, joué au violon et à la flûte. Le mouvement était originellement près de deux fois plus long avec un passage dans le style récitatif beaucoup plus important. Mendelssohn a subséquemment retiré certains passages, peut-être dans ce cas-ci pour éviter d'être trop comparé à Beethoven et sa Neuvième Symphonie.

### Choral «Ein' feste Burg ist unser Gott». Andante con moto – Allegro vivace – Allegro maestoso

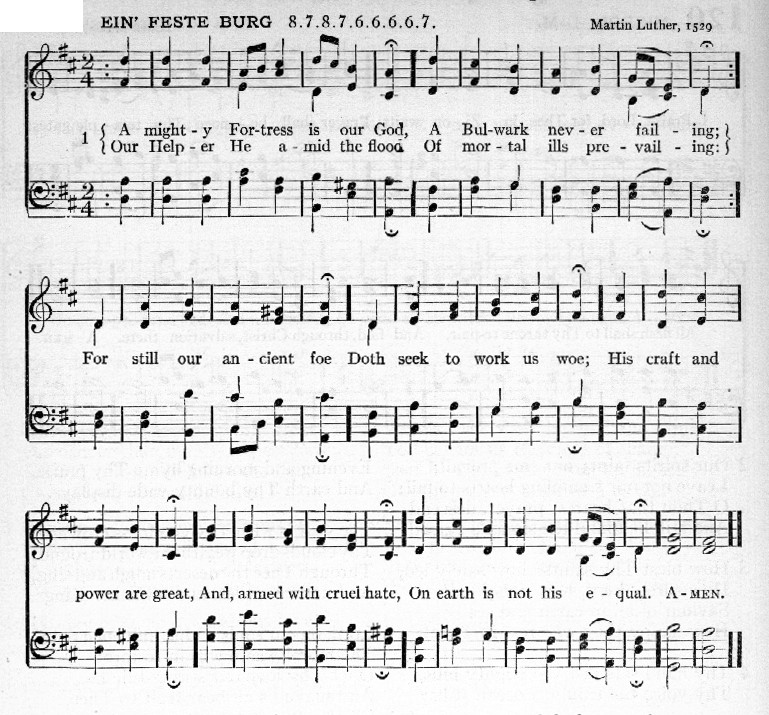
Le choral de Luther (avec texte traduit en anglais) : Ein' feste Burg

Pour le dernier mouvement, qui est écrit dans une mesure à 4/4, Mendelssohn combine différentes formes structurelles, en intégrant des éléments d’un choral et variations à sa forme sonate. Les éléments du choral sont en quelque sorte intégrés ici et là dans la forme, ou remplacent même certaines parties, tel qu’il en sera question plus loin. Il ne s’agit donc pas d’une forme sonate traditionnelle.
Le mouvement débute en sol majeur avec le choral « Ein' feste Burg ist unser Gott » (Notre Dieu est une solide forteresse), dont la mélodie a été écrite par Martin Luther au XVIe siècle. Le choral, auquel Mendelssohn a ajouté l’indication Andante con moto, est d’abord entendu à la flûte, qui est rapidement rejointe par les hautbois et les clarinettes. À mesure que le choral se développe, les cordes et les cuivres s’ajoutent à la masse sonore, permettant ainsi à d’autres voix de s’ajouter à la mélodie, ce qui a pour effet de bâtir graduellement le contrepoint. Vient ensuite l’Allegro vivace, à la mesure 25, section en 6/8 toujours en sol majeur, qui est une variation du choral entendu en ouverture du mouvement. Le thème du choral est alors entamé par les clarinettes, avant d’être poursuivi par les trompettes et les hautbois. Ce sont les vents qui feront entendre la mélodie du choral pendant toute cette variation, alors que l’harmonie est établie par les cordes et leurs syncopes (hormis les contrebasses, qui jouent sur les temps). Mendelssohn prépare ensuite le terrain, en quelque sorte, pour le premier élément de la forme sonate. C’est à la mesure 47 que le la qui deviendra la dominante du ré majeur de l’exposition est entendu. En suivant la ligne des contrebasses, on peut y voir le la grave répété sur huit mesures, par-dessus lequel Mendelssohn bouge par l’entremise d’accords de passage, avant d’arriver clairement à l’accord de septième de dominante (mesure 51). Mendelssohn utilise cet accord de septième sur douze mesures, avant de finalement lui donner sa résolution, à l’Allegro maestoso de la mesure 63, qui marque le début de l’exposition.
Le début de l’exposition amène également le retour du 4/4 initial. Tout l’orchestre joue alors un arpège de ré majeur sur deux mesures, dans la nuance fortissimo. L’harmonie se développe ensuite, le tout dans une marche triomphante. Cette portion de la partition se trouve à être le groupe du thème principal, qui s’étend des mesures 63 à 91 et demeure dans la tonalité de ré majeur. Afin de se diriger vers le groupe du thème subordonné, Mendelssohn utilise une courte section en fugato dont le sujet, en si mineur est entamé par les quatre fa dièse répétés de la mesure 92, joués par les altos, les violoncelles et les contrebasses. La réponse à la dominante débute à la quatrième mesure chez les premiers violons, sur un si aigu répété. Pendant ce temps, les seconds violons ont le rôle de ligne d’accompagnement. Ce rôle est relayé en alternance aux différentes cordes, à mesure que la musique le nécessite. Par la suite, les vents entrent sur la levée de la mesure 105, par-dessus la ligne d’accompagnement alors jouée par toutes les cordes. C’est avec ce fugato que Mendelssohn module vers la majeur, tonalité du groupe du thème subordonné.
La section suivante, une marche qui débute en la majeur, marque le début du groupe subordonné (mesure 121). Il s’agit d’une nouvelle marche qui est entamée par les vents et la timbale. Pendant que les vents énoncent cette marche, les cordes n’ont que de très courtes lignes lyriques servant à l’agrémenter de façon sporadique. À la mesure 141, les cordes se joignent au reste de l’orchestre et la marche est partagée entre tous les instruments. Vient ensuite une codetta constituée d’éléments du début de l’exposition. Elle prépare une autre variation du choral initial, débutant à la levée de la mesure 168, avec le thème donné aux violoncelles et au basson solo, alors que le reste des cordes accompagnent de pizzicati. Le violoncelle et le basson laissent ensuite place à la clarinette, qui poursuit le thème alors que les violoncelles rejoignent les autres cordes. Le reste des vents vient pour sa part enrichir le contrepoint à la levée de la mesure 186. Mendelssohn bouge ensuite vers une section modulante qui se dirige tranquillement vers le ré majeur de la réexposition. Il est à noter que la variation du choral dont il vient d’être question occupe la place qu’occuperait le développement s’il s’agissait d’une forme sonate en bonne et due forme.
La réexposition en ré majeur survient à la mesure 199. Ici, plutôt que d’avoir le groupe du thème principal en entier, Mendelssohn choisit d’avoir uniquement la deuxième section (qui débutait à la mesure 80 à l’exposition). Il raccourcit même cette section et entre tout de suite dans le fugato, à la mesure 207, où l’on entend le sujet chez les premiers violons et les hautbois. Le fugato continue ensuite chez les cordes, les premiers violons jouant la ligne d’accompagnement. À la mesure 229, Mendelssohn superpose le fugato avec le choral, qu’il confie aux vents (alors que les cordes poursuivent le fugato). Il poursuit ce procédé jusqu’à la mesure 246, où il ramène la marche qu’il avait utilisée au début du groupe subordonné (à la mesure 121 alors), ici fortissimo (il utilisait forte-piano la fois précédente).
La coda débute avec un changement de nuance subit à la mesure 264, Mendelssohn y choisit pianissimo pour l’ensemble de l’orchestre. Elle s’ouvre sur une ligne lyrique descendante chez les violons, tandis que l’accompagnement est composé soit de notes tenues ou de croches agrémentées de longues liaisons, ce qui offre un contraste frappant avec la section qui précède, beaucoup plus rythmique. Il partage ensuite une ligne mélodique principalement constituée d’une gamme de ré majeur entre les différents instruments (débutant à la mesure 278), avant d’arriver à la mesure 294, où l’on entend les trompettes et les cors imiter des cloches (ils le faisaient sporadiquement déjà, mais le focus n’était pas autant axé sur eux alors), accompagnés par la timbale, qui continue de confirmer la tonalité avec ses V-I (la-ré) répétés. Le tout mène au tutti final, où tout l’orchestre joue fortissimo, d’une façon triomphante, le choral présent tout au long du mouvement.

## Enregistrements
Quelques enregistrements disponibles :
- Mendelssohn, 5 Symphonies - 7 Ouvertures, London Symphony Orchestra, Claudio Abbado
- Felix Mendelssohn, 5 Symphonies, Berliner Philharmoniker, Herbert von Karajan
- Felix Mendelssohn, Symphonies nº 3 «Écossaise», nº 4 «Italienne», nº 5 «Réformation», Israel Philharmonic Orchestra, Leonard Bernstein
- Felix Mendelssohn, Symphonies nº 4 «Italienne», nº 5 «Réformation», Berliner Philharmoniker, John Eliot Gardiner
- Felix Mendelssohn, Symphony nº 4 & nº 5, Boston Symphony Orchestra, Charles Munch
- Felix Mendelssohn Bartholdy, Symphonies Nos. 1 and 5, Stuttgart Radio Symphony Orchestra, Roger Norrington